# Nowa Huta (rejon tyśmienicki)
Nowa Huta (ukr. Нова Гута) – wieś na Ukrainie, w obwodzie iwanofrankiwskim, w rejonie tyśmienickim.